# Srí Lanka
Srí Lanka či Šrí Lanka, plným názvem Srílanská demokratická socialistická republika, historicky známá jako Cejlon, je ostrovní stát v jižní Asii. Leží v Indickém oceánu, jihozápadně od Bengálského zálivu; od Indického poloostrova je oddělena Mannárským zálivem a Palkovým průlivem. Má společnou námořní hranici s Maledivami na jihozápadě a Indií na severozápadě. Ostrov se skládá převážně z rovinatých až zvlněných pobřežních plání, hory se zvedají pouze v jižní a centrální části. Podnebí je tropické a teplé. Srí Lanka se dělí na devět provincií, na ploše 66 000 km² žije 21,8 milionu obyvatel. Šrí Džajavardanapura Kotte je legislativním hlavním městem, největším městem je Kolombo, mezi další velká města patří Kaduwela, Maharagama a Kesbewa. Většinu obyvatel tvoří Sinhálci, největšími menšinami jsou Tamilové a srílanští Maurové (muslimové). Úředními jazyky je sinhálština a tamilština, tzv. spojovacím jazykem je angličtina. Asi 70 % obyvatel se hlásí k buddhismu, 13 % k hinduismu.
Doložená historie Srí Lanky sahá 3 000 let zpět, doklady o prehistorickém osídlení jsou staré 125 000 let. Nejstarší známé buddhistické spisy na Srí Lance, známé pod souhrnným názvem Pálijský kánon, pocházejí ze čtvrtého buddhistického koncilu, který se konal v roce 29 př. n. l. Díky své geografické poloze a hlubokým přístavům měla Srí Lanka, nazývaná také Perla Indického oceánu nebo Sýpka Východu, velký strategický význam, a to od nejstarších dob starověké obchodní stezky Hedvábné stezky až po dnešní tzv. námořní Hedvábnou stezku. Protože díky své poloze byla významným obchodním uzlem, znali ji Východoasijci i Evropané již v období Anuradhapury. V období velké politické krize v království Kotte dorazili na Srí Lanku Portugalci, kteří se snažili ovládnout její námořní obchod a část Srí Lanky se následně stala portugalským majetkem. Po sinhálsko-portugalské válce převzala kontrolu nad těmito oblastmi nizozemská koloniální říše a království Kandy. Nizozemský Cejlon připadl Britskému impériu, které rozšířilo kontrolu nad celým ostrovem a v letech 1815–1948 jej kolonizovalo jako Britský Cejlon. Na počátku 20. století vzniklo národní hnutí za politickou nezávislost a v roce 1948 se Cejlon stal dominiem.  V roce 1972 ji vystřídala Srílanská republika. Nejnovější dějiny Srí Lanky poznamenala 26 let trvající srílanská občanská válka, která začala v roce 1983 a skončila v roce 2009, kdy srílanské ozbrojené síly porazily Tygry osvobození tamilského Ílamu.
Srí Lanka je unitární poloprezidentská republika, hlavou státu je prezident, zákonodárným orgánem je jednokomorový parlament. Srí Lanka patří mezi rozvojové země, v indexu lidského rozvoje se umístila na 78. místě. Je nejlépe hodnocenou jihoasijskou zemí z hlediska rozvoje a má druhý nejvyšší příjem na obyvatele v jižní Asii. Země se dlouhodobě angažuje v moderních mezinárodních uskupeních; je zakládajícím členem Jihoasijského sdružení pro regionální spolupráci, G77 a Hnutí nezúčastněných zemí a také členem Organizace spojených národů a Společenství národů.

## Název

### Název Cejlon
V dávných dobách byl ostrov znám pod různými jmény. Starořečtí zeměpisci mu říkali Taprobané, Římané ho znali jako Serendip a Arabové ho označovali jako Serendib. Portugalci, kteří sem připluli v roce 1505, ho zanesli na mapu jako Ceilão, z čehož vzniklo pozdější anglické Ceylon a české Cejlon.
Původ slova Cejlon se odvozuje ze sanskrtského Sinhala (i hlavní etnická skupina srílanských obyvatel se dodnes nazývá Sinhálci): sinha znamená v sanskrtu „lev“, celý název lze interpretovat jako „lví krev“. Protože lvi na Srí Lance nikdy nežili, obvykle se předpokládá, že jde o odkaz na lvího muže, hrdinu, podle pověsti dědečka prvního krále Vidžáji. Římský dějepisec Ammianus Marcellinus ve 4. století mluvil o obyvatelích ostrova jako o Serandives. Předpokládá se, že -dives pochází z indického dwīpa, „ostrov“, dohromady tedy „ostrov Seranů“, přičemž Serané snad mají být Sinhálci. Obdobnou etymologii má název Sielen Diva, zaznamenaný řeckým mořeplavcem Kosmasem Indikopleustem v 6. století. Sielen je bezprostředním předchůdcem portugalského Ceilão.
Cejlon byl oficiálním názvem ostrova i země do roku 1972, kdy byl stát přejmenován na „Svobodná, suverénní a nezávislá republika Srí Lanka“, v roce 1978 byl název změněn na „Demokratická socialistická republika Srí Lanka“. Tento název se odvozuje ze sanskrtského slova laṃkā, znamenajícího „zářivá země“; takto byl ostrov popisován ve starých indických eposech Mahábhárata a Rámájana. Do češtiny se původně, zřejmě pod vlivem angličtiny, přepisoval jako Srí Lanka. Skutečná výslovnost sinhálského ශ්‍රී ලංකා śrī laṃkā, [ˌʃɾiːˈlaŋkaː]IPA je někde mezi s a š. V tamilštině zní název இலங்கை ilaṅkai, iˈlaŋgai. Sinhálský název ostrova (nikoli státu) je ලංකාව laṃkāva, [laŋˈkaːʋə]IPA.

### Název Srí Lanka × Šrí Lanka
V českých textech se název tohoto státu vyskytuje ve dvou variantách: Srí i Šrí Lanka. Ústav pro jazyk český Akademie věd ČR uvádí v Internetové jazykové příručce pouze název „Šrí Lanka“, jen s poznámkou, že v neoficiální komunikaci by nepovažovali za problematickou ani frekventovanější podobu „Srí Lanka“. Slovník spisovné češtiny uvádí, že varianta „Srí Lanka“ byla doporučována dříve. Český úřad zeměměřický a katastrální uvádí v příručce Jména států a jejich územních částí jen název „Šrí Lanka“.

## Dějiny

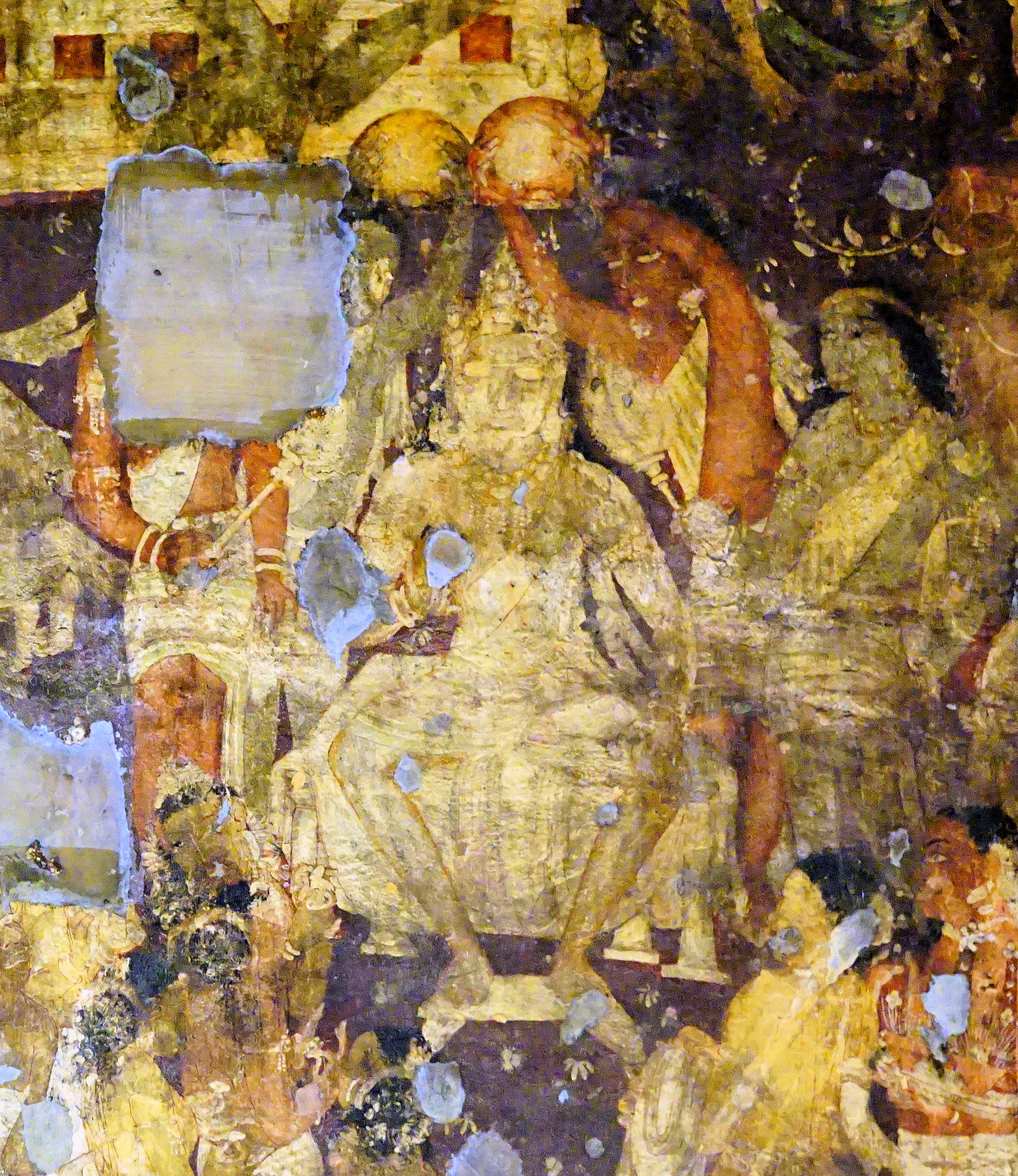
Vidžaja

Ostrov byl osídlen patrně již v pravěku z Indie, kdy existovalo mezi Indií a Srí Lankou i pevninské spojení. V 6.–5. století př. n. l. začaly ve velkém na ostrov migrovat z Indického subkontinentu kmeny hovořící indoárijskými jazyky (a to přesto, že takové kmeny v současnosti obývají severní a nikoli jižní část Indie). K tomuto období existují dva vzácné historické prameny, kronika Dípavansa (Ostrovní rodokmen) sepsaná v 5. století a Mahávansa (Velký rodokmen) ze 4. století. Obě kroniky jsou psané v literárním jazyce páli. Historici však za historicky hodnověrné považují až údaje z období od 3. století př. n. l., starší údaje jsou považovány spíše za legendy. K legendám patří i praotec Sinhálců Vidžaja. Jeho předek prý vznikl ze spojení lva (sanskrtsky sinha) a bengálské princezny. Podle toho vznikl název hlavního srílanského etnika Sinhálců („Lví plémě“). K nejstarším sídlům patřila Anuradhápura.
Nejstarší kroniky také hovoří o zavedení buddhismu, který měli přinést vyslanci maurjovského císaře Ašóky. V klášteře Mahávihára v Anurádhapuře buddhisté dodnes uctívají strom, který byl tehdy zasazen, a který má být odnoží stromu, pod nímž Buddha dosáhl osvícení. K nejstarším stavbám patří krom buddhistických klášterů a stúp i zavlažovací systémy. Buddhismus se stal významnou kulturotvornou silou Srí Lanky. Od 1. století př. n. l. existují historické prameny o dějinách srílanského buddhismu, které ukazují, že krom duchovních otázek se mniši intenzivně věnovali jazykovědě a sepsali několik učebnic a gramatik jazyka páli. Postupně se prosadil buddhismus théravádový. Problém však byl, že buddhismus přijali především Sinhálci. Druhé významné etnikum na ostrově, Tamilové, si podrželi původní hinduismus. Tím byl založen jeden z budoucích vleklých problémů země.

### Království Anurádhapura

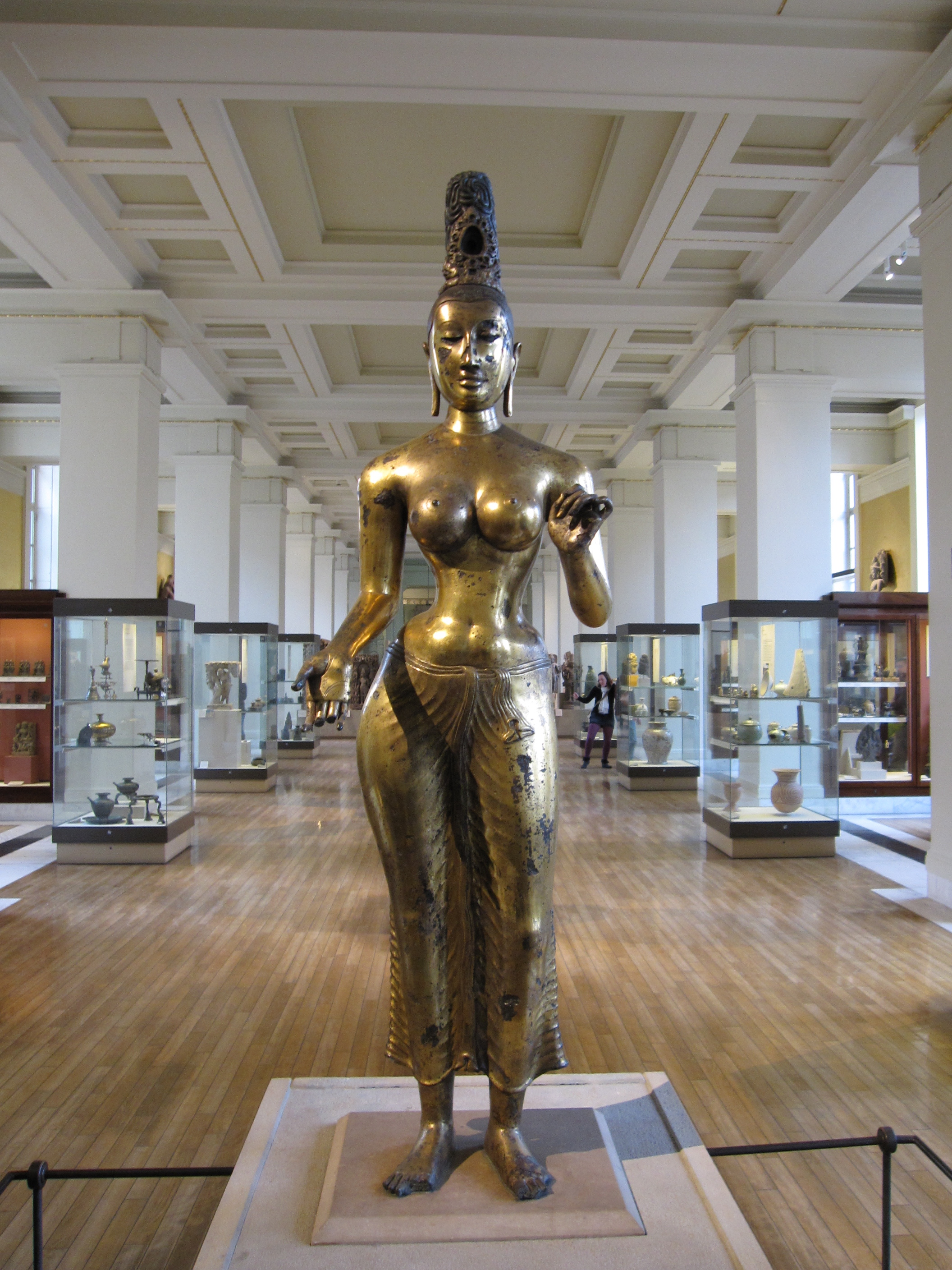
Socha Táry z království Anurádhapura

Státní dějiny jsou evidovány od 2. století př. n. l. První státní útvar je znám jako Království Anurádhapura. O území ostrova však musela dynastie svádět boje, především s jihoindickou tamilskou dynastií Čolů. Z ostrova Čóly vyhnal až král Vidžajabáhu v 11. století, když využil čólských vnitřních rozporů. Vidžajabáhu patří k nejvýznamnějším panovníkům srílanských dějin a zapsal se do nich mj. tím, že vytvořil nové hlavní město Polonnaruwa. Bylo jím zhruba dvě stě let. K nejvýznamnějším králům, který zde sídlil, patřil Parákramabáhu (vládl 1153–1186). Podřídil si i jižní Indii, Barmu a Kambodžu. Zejména dobytí Barmy bylo rozhodující pro ovládnutí obchodních cest a přineslo Srí Lance prosperitu. Ke klíčovým artiklům patřily sloni a hedvábí. Parákramabáhu též velmi podporoval rozvoj literatury, architektury a sochařství. Tím proslul i jeho nástupce Niššankamalla (1187–1196), po jeho smrti však došlo k rychlému úpadku. Království se rozpadlo, výstavní město bylo opuštěno a pohltila ho džungle. Vzniklo pak několik menších království, k nejvýznamnějším patřilo tamilské království Džaffna (s centrem v Jápané). V této době se Sinhálci přesunuli ve velkém na jih ostrova, zatímco Tamilové zůstali na severu. To vedlo k etnickému rozdělení a kulturnímu vzdálení se obou klíčových etnik.

### Evropská kolonizace
V roce 1505 dorazili ke břehům Srí Lanky Portugalci. Prvním Evropanem, který se zde vylodil, byl roku 1505 Lourenço de Almeida. Politicky rozdrobený ostrov se stal snadnou kořistí portugalské kolonizace. Nejdéle si nezávislost udrželo obtížně dostupné území uprostřed ostrova, Kandyjské království. Portugalci přivezli i zástup křesťanských misionářů, kteří velmi úspěšně působili na pobřeží. Buddhisté se tak začali stahovat do středu ostrova. Kandyjské království se na příštích tři sta let stalo pevností srílanského buddhismu. Portugalce v roce 1656 vytlačili Nizozemci, roku 1802 pak Britové. Toho roku se pobřežní části ostrova staly britskou korunní kolonií Cejlonem. Britové roku 1815 dobyli i Kandu a v roce 1818 i formálně ostrov po stovkách let politicky sjednotili. Britové ovlivnili zejména hospodářskou základnu ostrova, zavedli pěstování kávy, čaje, kaučuku a kokosových palem. Britská nadvláda ovšem ovlivnila i etnickou strukturu, neboť začal dovoz levné pracovní síly, což znamenalo především příchod dalších Tamilů z Indie a posilování této komunity na ostrově.

### Moderní dějiny

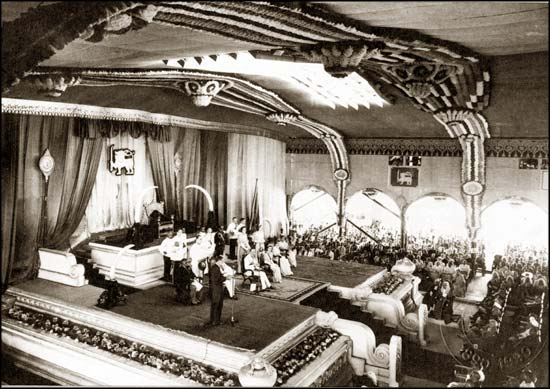
Slavnostní zahájení zasedání prvního parlamentu roku 1947, počátek dějin nezávislé Srí Lanky

První vyjednávání s Brity o nezávislosti začali Srílančané mezi světovými válkami. Roku 1948 se nezávislost stala realitou - ostrov se stal dominiem v rámci britského Commonwealthu. Nová vláda musela řešit především problém potravin, kterých byl nedostatek. Zahájila tudíž kolonizaci severovýchodu ostrova, což však zvýšilo etnické napětí. Oblast považovali za svou posvátnou půdu Tamilové (sídlilo v něm starověké království Jápané) a vládní program považovali za vpád Sinhálců na ní. Další jiskra napětí byla vykřesána poté, co vláda přijala zákon o občanství, který odmítl udělit občanství řadě Tamilů, kteří na ostrov přišli jako dělníci na plantáže Britů. Souběžně s tím rostl i nacionalismus sinhálský. Žádal uzákonění buddhismu jako státního náboženství a ustavení sinhálštiny jako jediného úředního jazyka. Vláda dominia na to reagovala důrazem na sekulární stát, což ovšem neuspokojovalo žádnou ze skupin.
Sinhálští nacionalisté, vedení Solomonem Bandáranájakou, se dostali k moci roku 1956. Zákon o státním jazyku (jímž se stala sinhálština) se stal rozbuškou konfliktu. Na severu země se Tamilové střetli se srílanskou armádou. V 70. letech přišel další vrchol napětí poté, co byl přijat zákon omezující počet tamilských studentů na vysokých školách. Nová ústava navíc přejmenovala zemi na Srí Lanku a dala zvláštní důraz na buddhismus. Výsledkem byly další tamilské nepokoje a vznik teroristické organizace Tygři osvobození tamilského Ílamu (1976), obvykle zvané Tamilští tygři, vedené Vélupillaijem Prabhákaranou. Od té doby se vrací pravidelně eskalace napětí. 

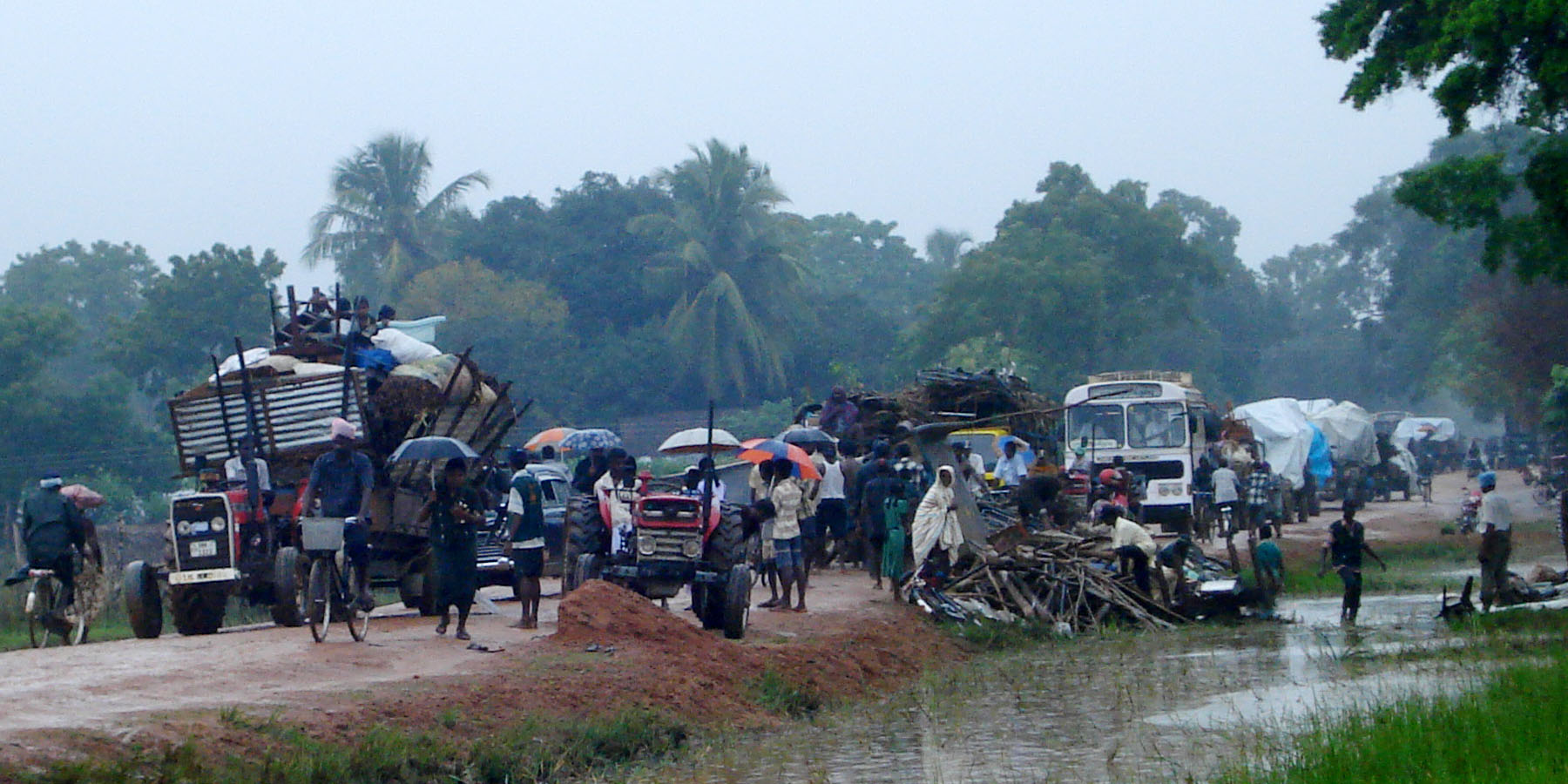
Civilisté prchající po útoku srílanské armády proti Tamilům roku 2009

K nejhorším patřila ta z roku 1983, kdy na tamilský útok odpověděli Sinhálci pogromy na Tamily v hlavním městě Kolombu. Velká pozornost mezinárodních médií vzbudila velký ohlas v sousední hinduistické Indii, která od té doby začala Tamily a jejich odboj silně podporovat. V roce 1987 Indie dokonce oficiálně pohrozila vojenskou intervencí v tamilský prospěch. Podpora Indie dodala Tamilům prostředky, zbraně i sebevědomí a výsledkem byla 26letá občanská válka. V roce 1990 se zdálo, že se jí podařilo ukončit, ale roku 1995 Tamilové obnovili boje. Mohutná ofenzíva centrální vlády porazila tamilskou guerillu roku 2009. Zejména v závěru války se mělo odehrát i několik válečných zločinů, o jejichž vyšetření se vede politický boj dodnes. Vztah mezi většinovými Sinhálci a menšinovými Tamily zůstal stále napjatý.
V prosinci roku 2004 zasáhla ostrov tsunami způsobená zemětřesením v Indickém oceánu. Spolu s poslední etapou občanské války se ocitlo mnoho lidí v tísnivé životní situaci, na kterou zareagovala i Česká republika. Mezi občany ČR bylo vybráno přes 360 milionů korun, na místě zasahovaly humanitární organizace Člověk v tísni, ADRA či Lékaři bez hranic. Na tuto pomoc navázaly další rozvojové aktivity, díky kterým získala ČR dle ministerstva zahraničních věcí v oblasti velmi dobré jméno.
V roce 2022 zemi zasáhly mohutné protesty následkem korupce, chudoby, všeobecného nedostatku a vleklé hospodářské krize.

## Státní symboly

### Vlajka
Vlajka Srí Lanky je tvořena žlutě lemovaným, kaštanově červenohnědým polem, s uprostřed umístěným žlutým lvem, držícím v pravé tlapě meč, symbol moci. V rozích červenohnědého obdélníku jsou vyobrazené lístky smokvoně (bo), pod kterou meditoval Buddha. K tomuto základu byly přidány dva svislé pruhy, zelený a oranžový, se žlutým lemováním, umístěné u žerďové strany. Poměr stran vlajky je 5:9, často se však užívá i vlajka o poměru stran 1:2.

### Znak
Srílanský státní znak je tvořen zlatým, sinhálským lvem s mečem v pravé, přední tlapě, položeným na jasně červené kruhové pole, lemované modrým prstencem, věncem zlatých okvětních lístků lotosu (Palapeti Vitaya), dalším modrým prstencem a věncem zlatých rýžových klasů. V horní části je na zlatém kruhovém poli modré buddhistické kolo života (dharmačakra) s osmi loukotěmi. Pod znakem je zlatý džbán hojnosti (punkalasa) s rýžovými klasy a po jeho stranách zlaté Slunce a Měsíc v červených kruzích. Znak je modře lemovaný.

## Geografie

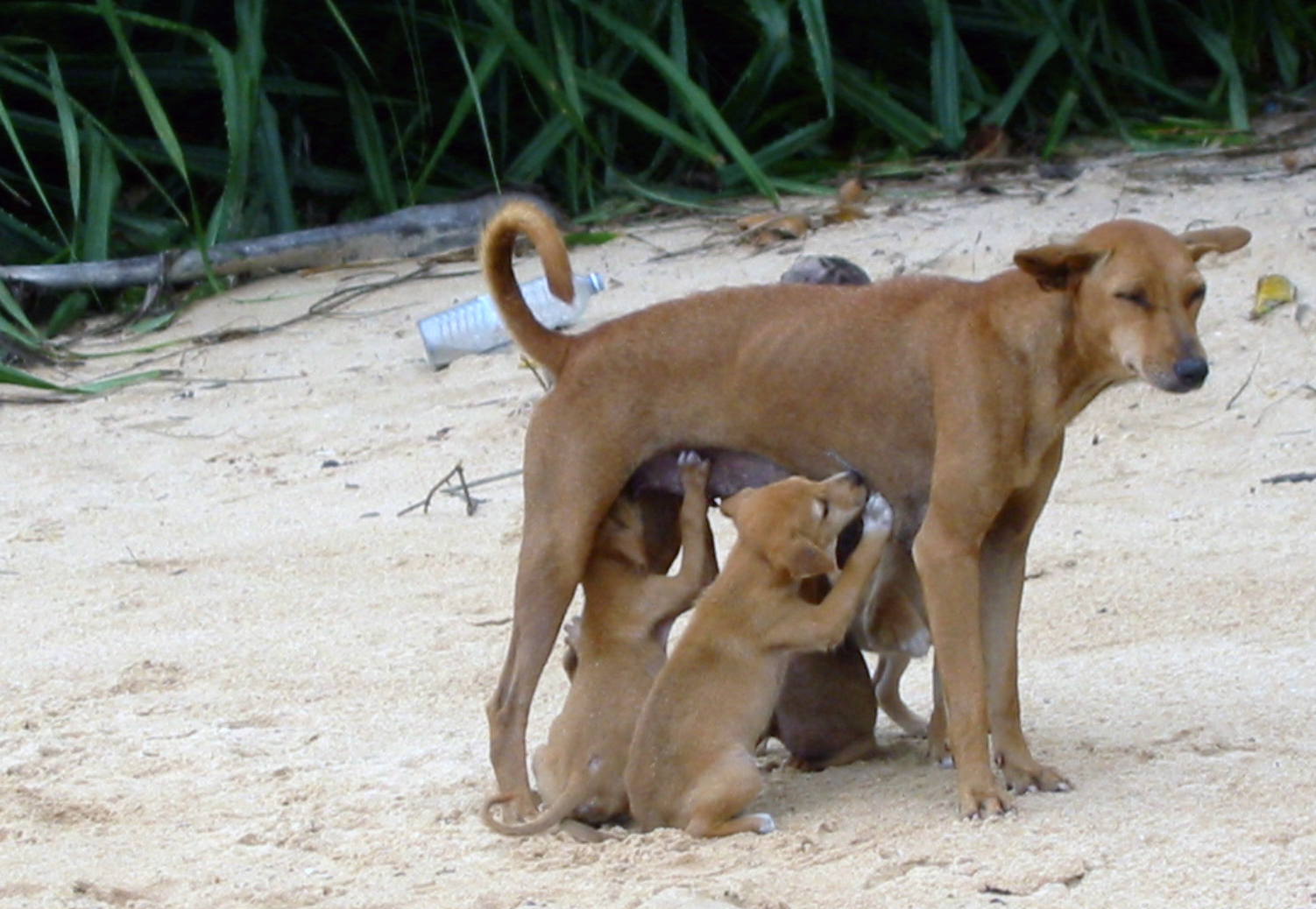
Sinhálský chrt, žijící na Srí Lance

Srí Lanka leží na ostrově Cejlon v Indickém oceánu mezi Lakadivským mořem a Bengálským zálivem. Ostrov byl původně spojen s Indickým subkontinentem, od nějž se někdy mezi lety 6000 a 3500 př. n. l. oddělil. Dnes je mezi Srí Lankou a Indií 64 km široký Palkův průliv a pozůstatky spojení s kontinentem připomíná řetěz korálových mělčin, zvaný Adamův most. Ostrov ve tvaru kapky je ze severu k jihu dlouhý 445 km, ze západu na východ 225 km a je 25. největším ostrovem světa. Nejvyšší hora Pidurutalagala s výškou 2 524 m n. m. leží v jižní části ostrova. S rozlohou 65 610 km² by Srí Lanka zabírala 83,2 % rozlohy České republiky a je tak podobně rozlehlá jako Litva. Pobřeží je dlouhé 1 340 km. Desítky menších ostrovů kolem pobřeží mají celkovou rozlohu 342 km².
Výrazné klimatické rozdíly jsou dány rozsáhlými nížinami na pobřeží, které se zvedají ve vnitrozemí do 2524 metrů vysokého pohoří. V nejvlhčích oblastech (přes 3000 mm srážek) se daří svěžím deštným pralesům, zatímco v sušších severních částech země rostou odolnější monzunové lesy s cennými dřevinami jako je ebenové nebo tzv. atlasové dřevo, velké plochy lesů však již byly vykáceny. Také původně velká stáda slonů nyní čítají jen několik set kusů. Přírodními zdroji jsou: diamanty, drahokamy, grafit, písky s obsahem rud. Nejdelší řekou je Maháveli. Země je ohrožována tropickými cyklónami a tornády.

## Státní zřízení

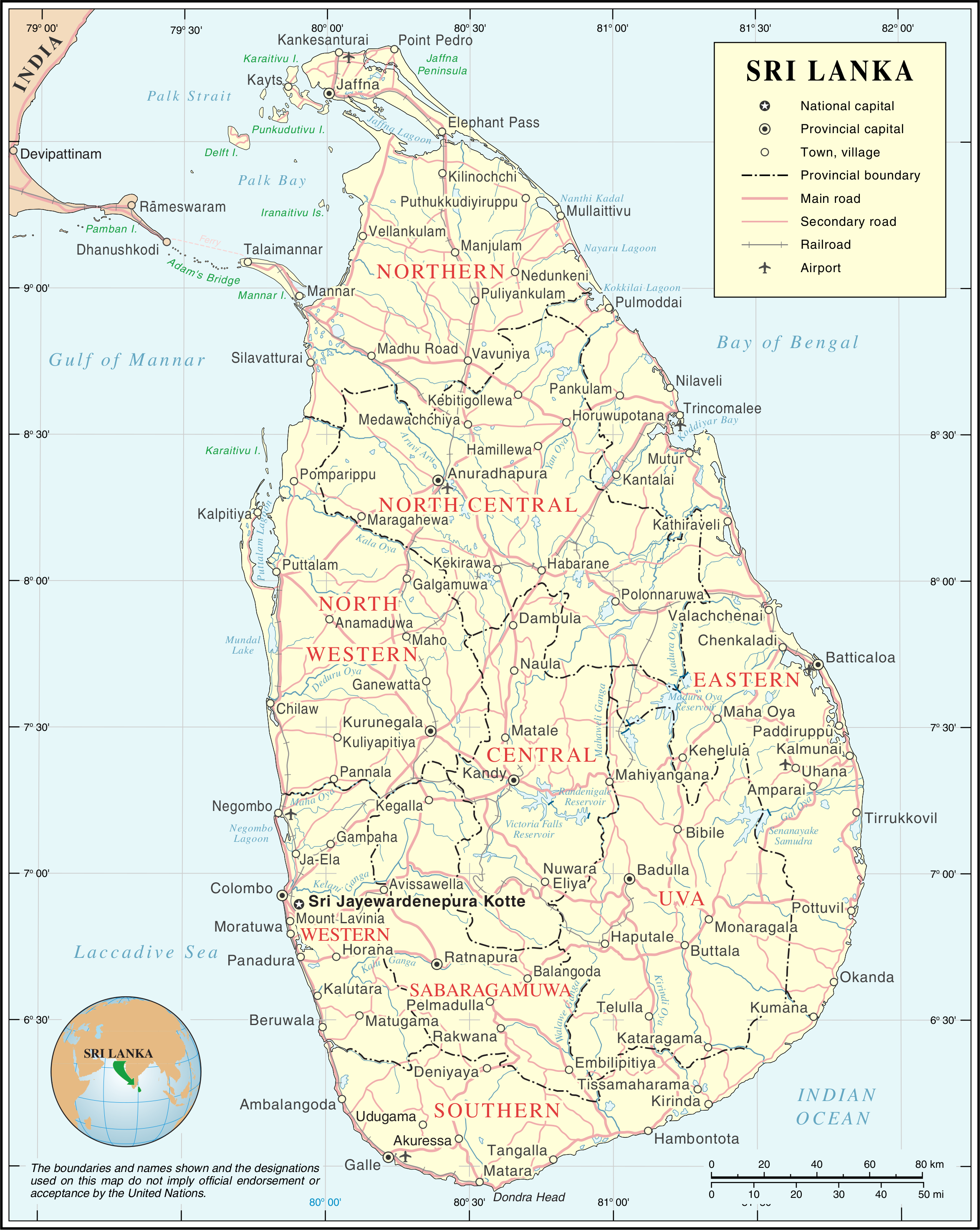
Podrobná mapa Srí Lanky

Srí Lanka je demokratickou socialistickou republikou v rámci Commonwealthu. Podle ústavy z 16. srpna 1978 je hlavou státu prezident, který stojí rovněž v čele vlády a je vrchním velitelem ozbrojených sil. Prezident je volen ve všeobecných volbách na maximálně 2 šestiletá funkční období. Z členů parlamentu pak vybírá premiéra a po konzultaci s ním jmenuje členy kabinetu. Premiér zastupuje prezidenta ve funkci v případě, že tento nemůže vykonávat úřad. Zákonodárná moc je v rukou jednokomorového parlamentu, do nějž je voleno 225 poslanců na šestileté volební období.
Oficiálním hlavním městem je Šrí Džajavardanapura Kotte, do kterého bylo již v rámci decentralizace přeneseno sídlo parlamentu. Většina státních institucí však dosud sídlí v Kolombu, ze kterého budou postupně v budoucnu přenesena. Ve skutečnosti je Kotte jedním z předměstí Kolomba a většinou není považováno za zvláštní město.
Velmi důležité město je Kandy (někdy též Kendy), bývalé sídlo Sinhálských králů ležící v centrální vrchovině. Sjíždějí se tam buddhisté z celého světa, protože v Chrámu Zlatého zubu je podle legendy uložen zub Buddhy Gautamy. Oblíbené je též přístavní město Galle (Gálla), nejdůležitější pro holandské kolonizátory a téměř 2000 m n. m. ležící Nuwara Eliya, sídlo boháčů a centrum pěstování čaje a obchodu s ním.

### Administrativní dělení
Území Srí Lanky se dělí na 9 provincií (sinhálsky පළාත, paḷāta; tamilsky மாகாணம், mākāṇam). Ty se dále dělí do 25 distriktů.
- Střední provincie
- Východní provincie
- Středoseverní provincie
- Severní provincie
- Severozápadní provincie
- Provincie Sabaragamuwa
- Jižní provincie
- Provincie Uva
- Západní provincie

## Obyvatelstvo

### Národnostní složení
Největší skupinu obyvatel tvoří Sinhálci (zhruba 73,8 %, stav 2002), etnikum indoevropského původu, a Tamilové (13,9 %), náležící k drávidské skupině. Separatistické tendence, reprezentované především ozbrojenou skupinou Tygři osvobození tamilského Ílamu, vedly k dlouhodobému ozbrojenému konfliktu, který byl ukončen v roce 2009. Kromě Sinhálců (buddhistů), Tamilů (hinduistů) žije na Srí Lance velké procento muslimů (7,2 %), a menšina Tamilů s indickými kořeny (4,6 %). Dále zde žije malá menšina Malajců (2017 : 0,2%, tj. asi 44.820) a potomci Portugalců a Nizozemců tzv. Burgherové (2017 : 0,2%, tj. asi 44.820).

### Demografie
- Průměrný věk dožití muže: 69,33 let
- Průměrný věk dožití ženy: 74,45 let
- Gramotnost: 90,2 %

### Náboženství
| Náboženství na Srí Lance  | Náboženství na Srí Lance | Náboženství na Srí Lance | Náboženství na Srí Lance | Náboženství na Srí Lance |
| ------------------------- | ------------------------ | ------------------------ | ------------------------ | ------------------------ |
| příslušnost k náboženství |                          |                          | podíl                    |                          |
| Buddhisté                 | Buddhisté                |                          | 70 %                     | 70 %                     |
| Hinduisté                 | Hinduisté                |                          | 13 %                     | 13 %                     |
| Muslimové                 | Muslimové                |                          | 10 %                     | 10 %                     |
| Křesťané                  | Křesťané                 |                          | 7 %                      | 7 %                      |
| Ostatní                   | Ostatní                  |                          | 0,04 %                   | 0,04 %                   |
| Zdroj: Sčítání lidu 2011  |                          |                          |                          |                          |

Přibližně 70 % obyvatel Srí Lanky jsou thérávádoví buddhisté, 12,6 % praktikuje hinduismus, 9,5 % tvoří muslimové a 7,4 % křesťané (většinou římští katolíci, dále též anglikáni a různé protestantské církve). ***V nejhorším postavení jsou (dlouhodobě) menšinoví křesťané. Ze strany buddhistické většiny dochází už dlouhá léta k násilným útokům jak na křesťanské Tamily(nepatrná část tamilské menšiny), tak hlavně na křesťany z řad většinových Sinhálců. Při jejich pronásledování jsou nejvíc aktivní buddhistická extrémistická hnutí, silně podporovaná místními politiky. Hlavně Bodu Bala Sena (BBS - přetvořila se na politickou stranu), dále Sinha Le(Lví krev) a Mahajon Balakama (založená a tvořená hlavně buddhistic.mnichy). Buddhisté běžně násilím nutí křesťany, aby zavřeli své kostely, prohlašují je za "nelegální". Běžně tam dochází k pogromům=vraždění křesťanů a organizovaným teroristickým útokům na kostely, kaple, křesťanské školy apod. Srí Lanka je dlouhodobě mezi 50 státy světa, kde jsou nejvíce pronásledováni křesťané (pogromy,znásilňování, mučení, vypalování domů + náboženských objektů + škol, násilné odebírání dětí,vyhánění celých rodin, plenění vesnic + domů ve městech, sexuální zotročování žen a dětí atd) .

Údaje ze sčítání lidu 2011
Buddhisté
Hinduisté
Muslimové
Křesťané

## Hospodářství

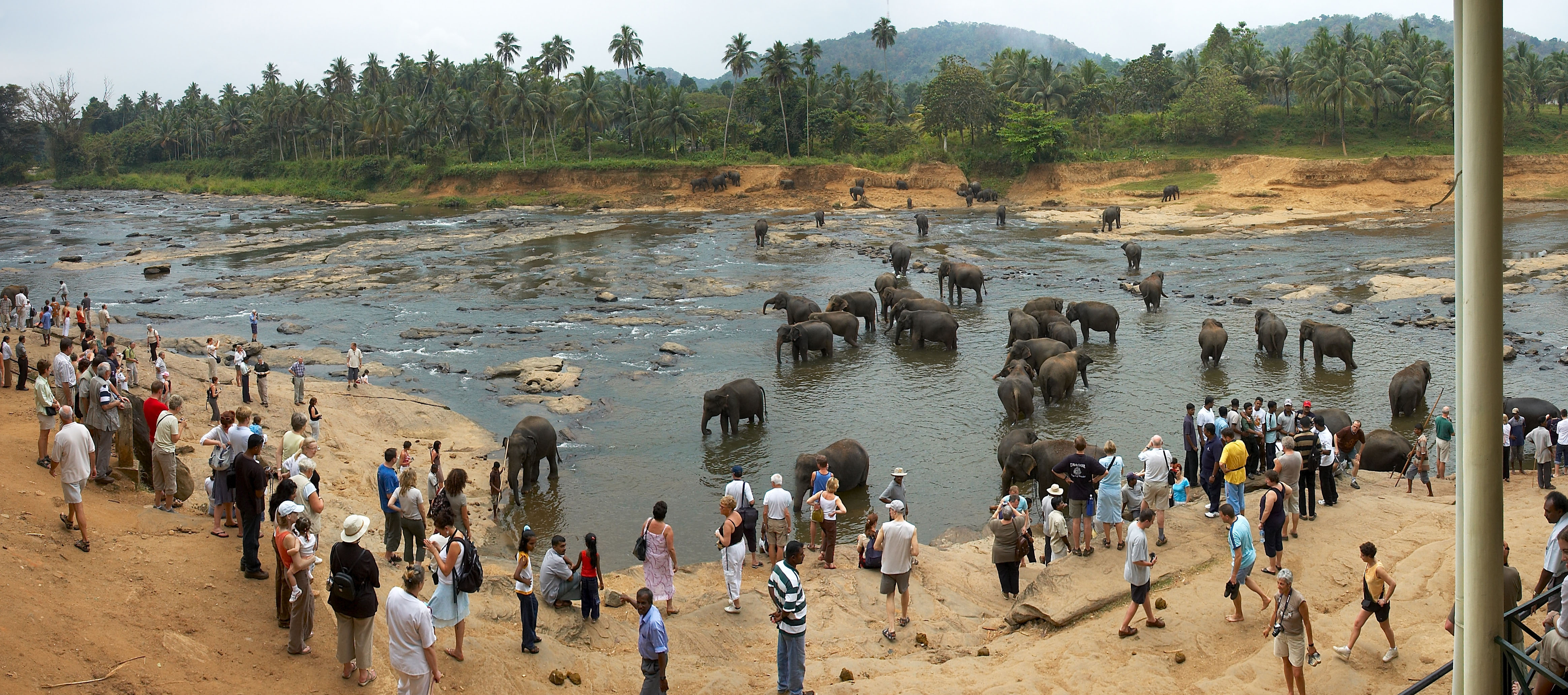
Turisté ve sloním sirotčinci v Pinnawale

Srí Lanka je především zemědělskou zemí s rozvinutým plantážním pěstováním čajovníku, kokosové palmy, kaučukovníku, rýže, manioku, batátů, cukrové třtiny, ovoce a koření, významný je také rybolov. Působí zde zpracovatelský, potravinářský a textilní průmysl. Srí Lanka je také oblíbenou turistickou destinací. Hrubý domácí produkt na hlavu je po Maledivách druhý nejvyšší v jižní Asii.

### Doprava
Stát má rozvinutou dálniční síť a 1 447 km železnic provozovaných národní společností Sri Lanka Railways. Národní leteckou společností jsou SriLankan Airlines. V roce 2010 byl otevřen Přístav Mahindy Radžapaksy ve městě Hambantota na jihu země. Tento přístav má využít výhodné polohy ostrova, který leží přímo na námořní trase mezi Suezským průplavem a Malackým průlivem.

### Ekonomika

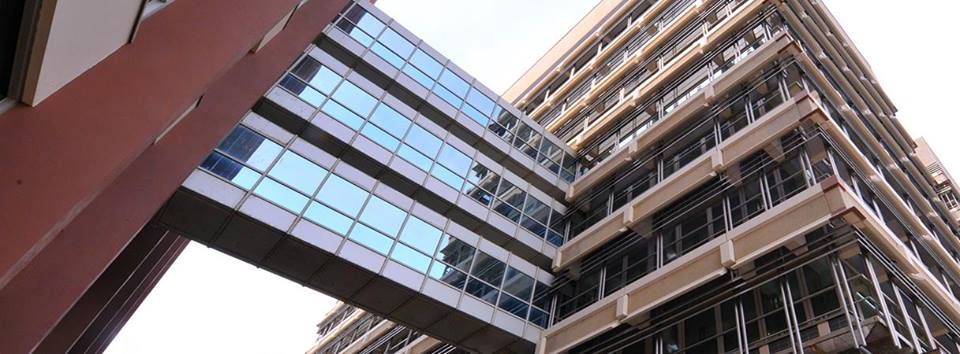
Budova centrální banky

Volně tržní ekonomika Srí Lanky měla v roce 2019 nominální hrubý domácí produkt (HDP) v hodnotě 84 miliard USD a v paritě kupní síly (PPP) hodnotu 321,856 miliardy USD. Země zaznamenala meziroční nárůst o 6,4 % v letech 2003 až 2012, což je výrazně více nad jejími regionálními kolegy.
V roce 2019 s příjmem na obyvatele 12 811 PPP USD (2018 Světová banka) nebo 3 852 (2019) nominálních amerických dolarů, byla Srí Lanka Světovou bankou z předchozího období překlasifikována na národ s nižšími středními příjmy.
Hlavními hospodářskými odvětvími země jsou cestovní ruch, vývoz čaje, oděv, textil, výroba rýže a další zemědělské produkty. Kromě těchto hospodářských sektorů významně přispívá zahraniční měna v devizách.
Srí Lanka splnila cíl miléniového rozvojového cíle (MDG) snížit extrémní chudobu na polovinu, je na dobré cestě splnit většinu ostatních rozvojových cílů tisíciletí a překonat ostatní jihoasijské země. Na Srí Lance došlo v letech 2002 až 2009 k výraznému poklesu chudoby - z 23 % na 9 % populace, což je nejnižší v jižní Asii. Odhaduje se, že 9 % Srílančanů, kteří již nejsou klasifikováni jako chudí, žijí do 20 % hranice chudoby, a jsou tak zranitelní vůči otřesům, které by mohly způsobit jejich pád do chudoby. Od konce občanské války trvající tři desetiletí se Srí Lanka začala zaměřovat na dlouhodobé výzvy strategického a strukturálního rozvoje, přičemž usiluje o přechod do země s vyššími středními příjmy. Srí Lanka má jeden z nejnižších poměrů daně k HDP na světě a vytváření pracovních míst se stalo výzvou. Srí Lanka také čelí výzvám v oblasti sociálního začlenění, správy věcí veřejných a udržitelnosti.
Podle vládní politiky a hospodářských reforem, které uvedl předseda vlády a ministr pro národní politiku a hospodářské záležitosti Ranil Wickremesinghe, plánuje Srí Lanka vytvořit Western Region Megapolis a Megapolis v západní provincii na podporu hospodářského růstu. Rovněž se plánuje vytvoření několika oblastí podnikání a technologického rozvoje zaměřených na celý ostrov, které se specializují na různá odvětví, jakož i turistické oblasti. Srí Lanka však v poslední době čelí nebezpečí, že upadne do ekonomické nevolnosti, a to s rostoucí úrovní dluhu a politickou krizí, která způsobila pokles dluhového hodnocení země.

### Hospodářské dějiny

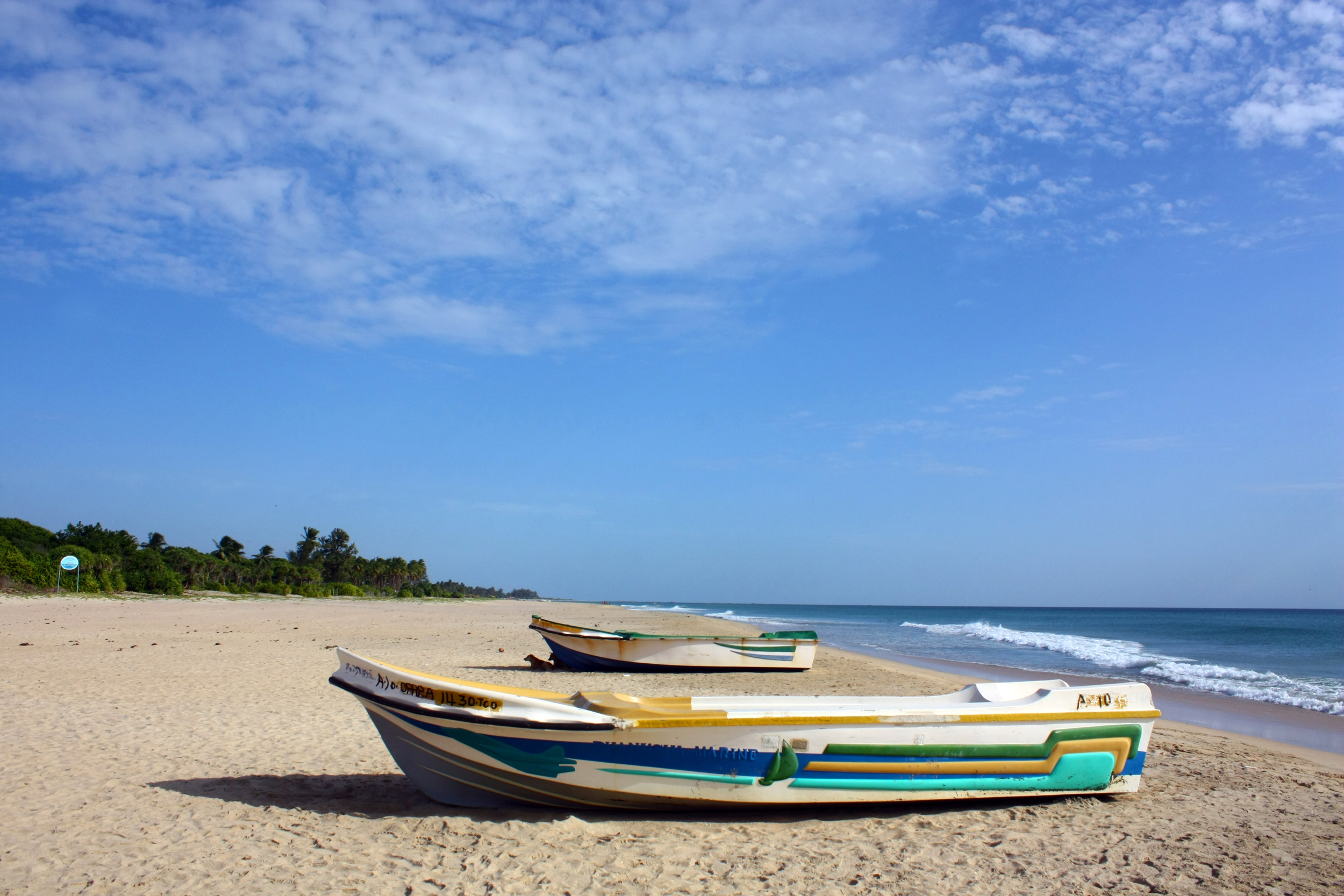
Pláž ve městě Nilaveli

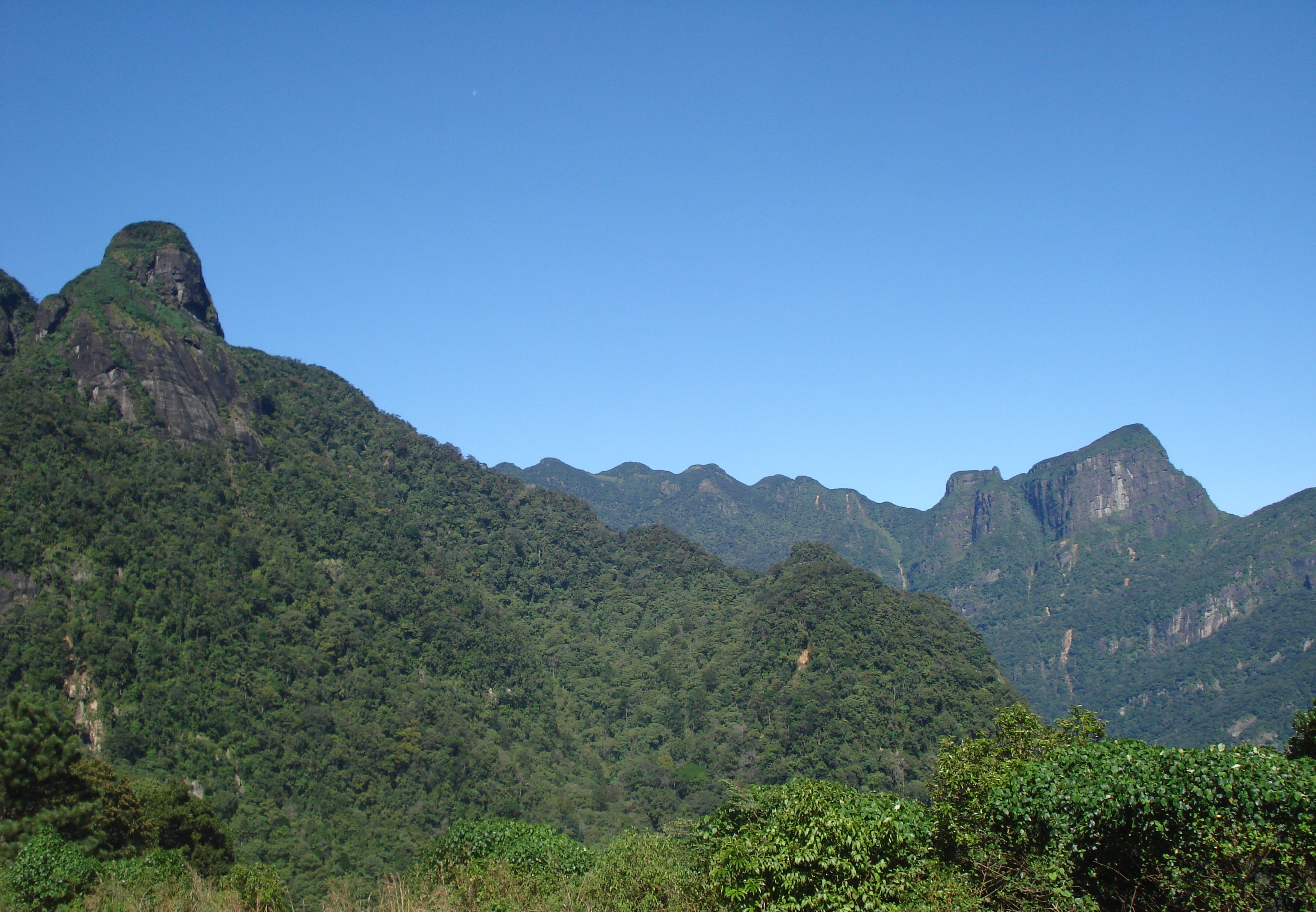
Pohoří Knuckles

Od osamostatnění se od Británie v únoru roku 1948 byla ekonomika země ovlivněna přírodními katastrofami, jako jsou zemětřesení v Indickém oceánu, řada povstání a občanská válka v letech 1971, 1987–89 a 1983–2009. Mezi lety 1977 až 1994 se země dostala pod vládu UNP, podle níž se za prezidenta J. R. Jayawardana Srí Lanka začala odklánět od socialistické orientace. Od té doby vláda dereguluje, privatizuje a otevírá ekonomiku mezinárodní konkurenci. V roce 2001 čelila Srí Lanka bankrotu, přičemž dluh dosáhl 101 % HDP. Blížící se měnová krize byla odvrácena poté, co země dosáhla ukvapené dohody o příměří s LTTE a zprostředkovala značné zahraniční půjčky. Po roce 2004 se vláda UPFA soustředila na masovou výrobu zboží pro domácí spotřebu, jako je rýže, obilí a další zemědělské produkty. Nicméně dvacet pět let občanské války zpomalilo ekonomický růst. Rozsáhlé otřesy způsobila také diverzifikace, liberalizace, ale také povstání politické skupiny Janatha Vimukthi Peramuna (JVP) na začátku 80. let.
Po potlačení povstání JVP pomohla vyšší privatizace, ekonomická reforma a důraz na exportně orientovaný růst zlepšit ekonomickou výkonnost a v roce 1993 se zvýšil růst HDP na 7 %.
Ekonomický růst byl v následujících letech nerovnoměrný, protože ekonomika čelila mnoha globálním i domácím ekonomickým výzvám. Průměrný roční růst HDP byl v letech 1991–2000 celkově 5,2 %.
V roce 2001 byl však růst HDP záporných 1,4 % - byl to první pokles od získání nezávislosti. Ekonomika byla zasažena řadou globálních a domácích ekonomických problémů. Určitou zásluhu měly i teroristické útoky na Srí Lance a ve Spojených státech. Krize rovněž odhalila zásadní selhání politiky, strukturální nerovnováhu v ekonomice a potřebu reforem. Rok skončil parlamentními volbami v prosinci, kdy došlo k volbě Sjednocené národní strany do parlamentu, zatímco předsednictví si udržela Strana svobody na Srí Lance.
Během krátkodobého mírového procesu od roku 2002 do roku 2004 ekonomika těžila z nižších úrokových sazeb, oživení domácí poptávky, zvýšení počtu příjezdů turistů, oživení burzy cenných papírů a ze zvýšení přímých zahraničních investic (PZI). V roce 2002 došlo k postupnému oživení ekonomiky. Během tohoto období byla Srí Lanka schopna snížit výdaje na obranu a začít se soustředit na to, aby dostala svůj velký dluh veřejného sektoru pod kontrolu. V roce 2002 dosáhl ekonomický růst 4 %, k čemuž přispěl silný růst sektoru služeb. V zemědělském sektoru ekonomiky nastalo částečné oživení. Celkový příliv přímých zahraničních investic v roce 2002 činil přibližně 246 milionů USD.
Vláda Mahindy Rajapakseho zastavila proces privatizace a zahájila provoz několika nových společností a opětovného znárodnění dřívějších státních podniků, z nichž jeden prohlásil, že privatizace je neplatná. Některé státní korporace se staly nadbytečnými a méně efektivními, což vedlo k obrovským ztrátám díky odhalení řady podvodů a růstu protekcionismu. Během této doby EU zrušila GSP plus preferenční cla ze Srí Lanky kvůli údajnému porušování lidských práv, které stálo přibližně 500 milionů USD ročně.
Obnovení občanské války v roce 2005 vedlo k prudkému nárůstu výdajů na obranu. Zvýšené násilí a bezpráví také přiměly některé dárcovské země, aby omezily pomoc této zemi.
Prudký růst světových cen ropy v kombinaci s ekonomickým spádem z občanské války vedl k inflaci, která dosáhla maxima 20 %. Když občanská válka skončila v květnu 2009, ekonomika začala v roce 2010 růst vyšším tempem 8 % a v roce 2012 dosáhla 9,1 %, zejména v důsledku rozmachu neobchodovatelných sektorů. Boom však nevydržel a růst HDP v roce 2013 klesl v roce 2013 na 3,4 % a v roce 2014 se zotavil jen mírně na 4,5 %.
V roce 2016 se vládě podařilo zrušit zákaz Evropské unie týkající se srílanských rybích produktů, což vedlo k nárůstu vývozu ryb do EU o 200 %, a v roce 2017 vedlo zlepšení podmínek v oblasti lidských práv k tomu, že Evropská komise navrhla obnovení zařízení GSP plus na Srí Lanku. Daňové příjmy Srí Lanky na HDP se také zvýšily z 10 % v roce 2014, což bylo nejnižší za téměř dvě desetiletí, na 12,3 % v roce 2015. Přes reformy byla Srí Lanka uvedena mezi zeměmi s nejvyšším rizikem pro investory agenturou Bloomberg.
Roku 2019 prezident Gotabaja Radžapaksa snížil daně a roku 2021 zakázal chemická hnojiva. Pro devastující účinky na zemědělství byl ale zákaz téhož roku odvolán. Z důvodu neúrody musel být zvýšen dovoz potravin a tak dále rostl zahraniční dluh. Roku 2022 začal docházet benzín.

## Kultura

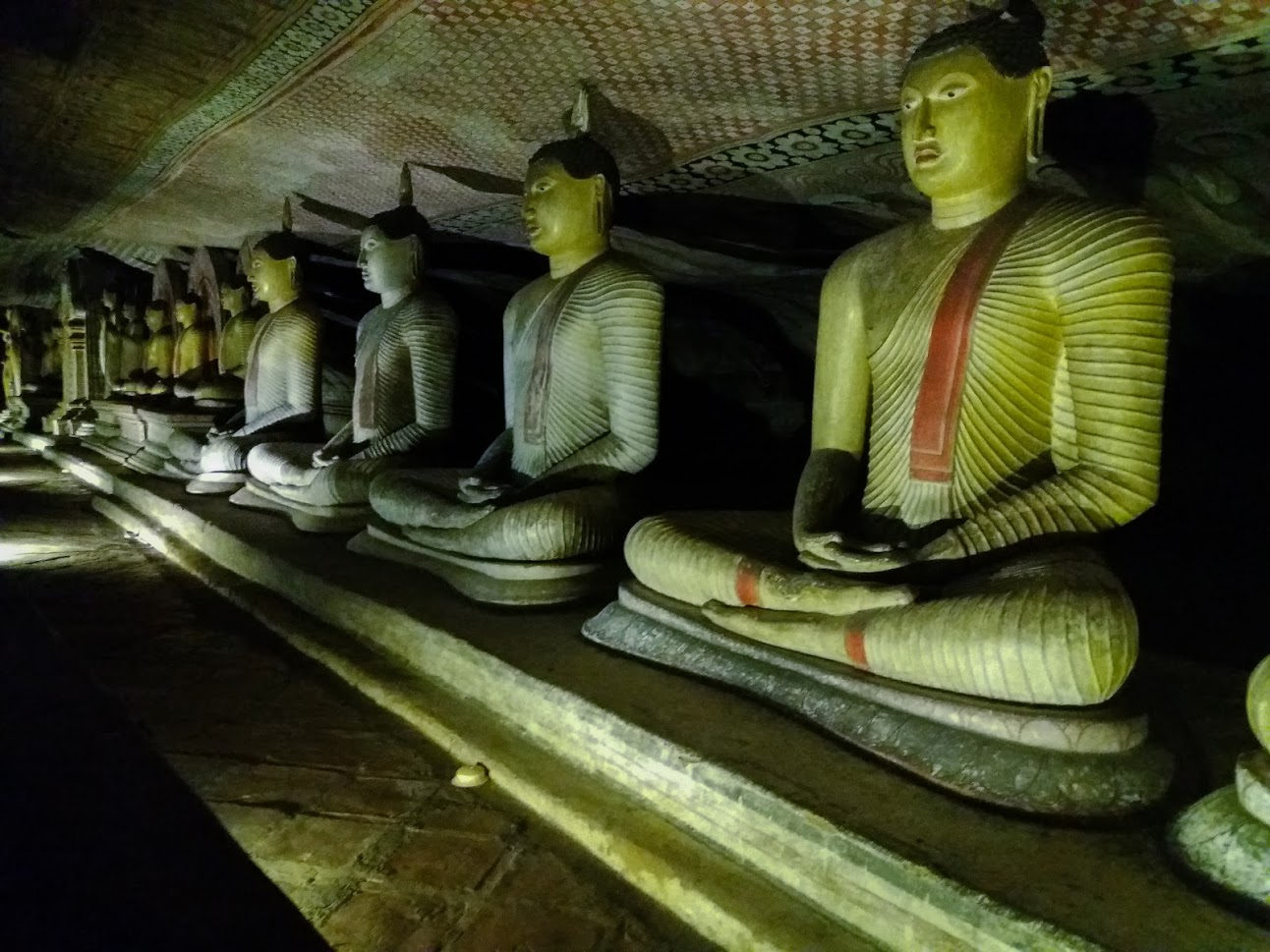
jeskynní chrám Dambulla

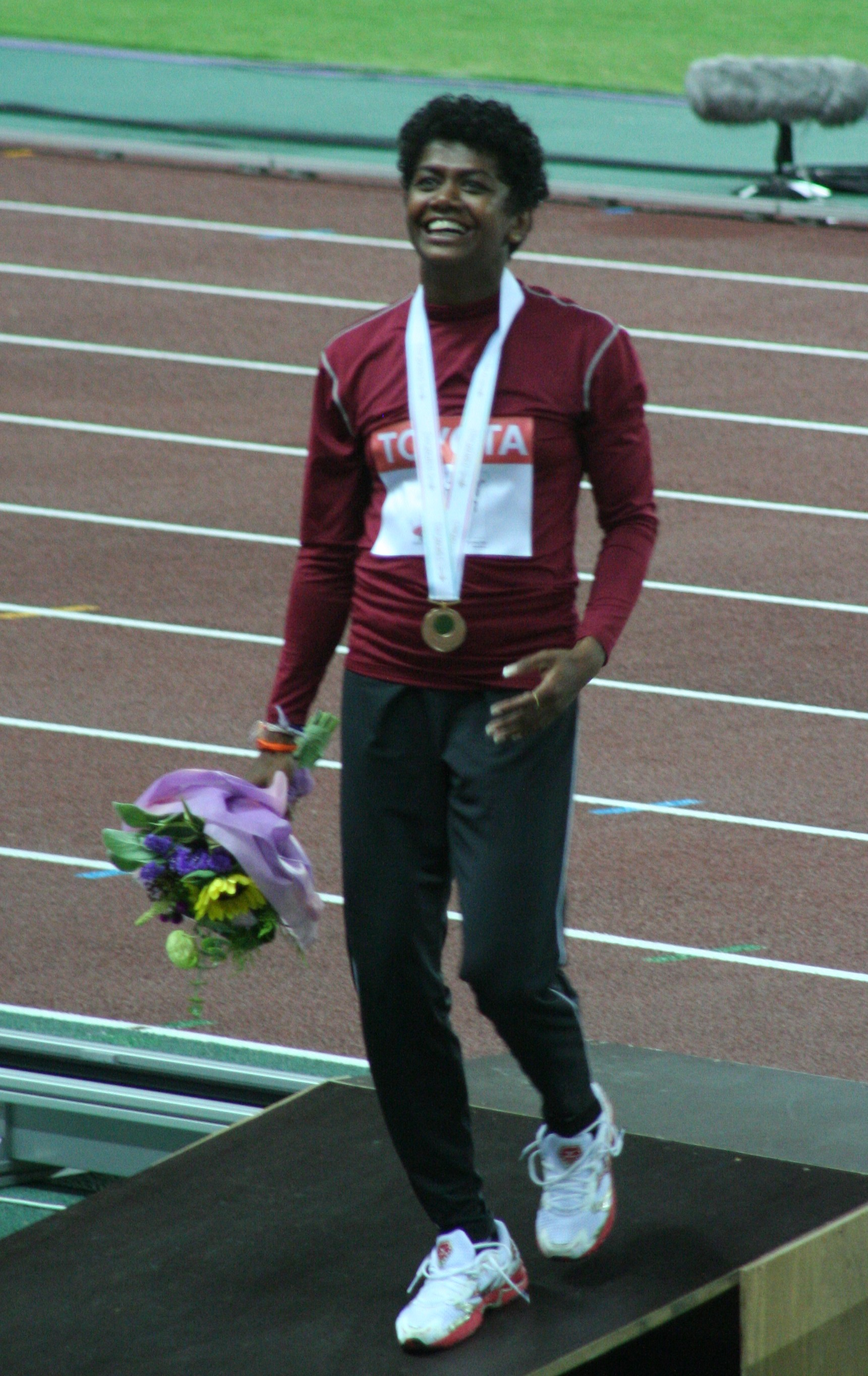
Susanthika Jayasingheová

Jedním z nejslavnějších srílanských rodáků je spisovatel Michael Ondaatje, který se roku 1962 usadil v Kanadě, a proslavil se zde zejména románem Anglický pacient, který získal Man Bookerovu cenu a jeho zfilmovaná podoba také Oscara. Ondaatje se narodil v Kolombu do rodiny nizozemsko-tamilsko-sinhálsko-portugalského původu. Na Srí Lance vznikl v 1. století př. n. l. rovněž pálijský kánon, nejznámější verze Tipitaky, jednoho z nejstarších souborů buddhistických kanonických textů. Za otce moderní srílanské (sinhálské) literatury je označován Martin Wickramasinghe. K nejznámějším filmařům patří Lester James Peries.
Na seznam světového dědictví UNESCO byl zapsán jeskynní chrám Dambulla, pozůstatky palácového komplexu Sigiriya a krom toho několik historických měst: Kandy, Galle, Anuradhápura a Polonnaruwa.
Srí Lanka se od roku 1948 zúčastňuje olympijských her (doposud pouze letních) a získala za tu dobu dvě medaile, obě v atletice. Na hrách v Londýně roku 1948 získal stříbro v běhu na 400 metrů překážek Duncan White. Na olympiádě v Sydney roku 2000 další stříbro získala běžkyně Susanthika Jayasingheová, a to na dvousetmetrové trati, byť si na něj musela počkat devět let, než bude vítězka závodu Marion Jonesová usvědčena z dopingu a diskvalifikována a mezinárodní olympijský výbor medaile přerozdělí. Jayasingheová se zároveň v roce 1997 stala prvním Srílančanem, který získal medaili na mistrovství světa v atletice (šlo o stříbro, za deset let získala ještě bronz). Nejpopulárnějším sportem na Srí Lance je ovšem kriket. Srílanská kriketová reprezentace v roce 1996 vyhrála mistrovství světa, v letech 2007 a 2011 brala ze světového šampionátu stříbro. K nejznámějším kriketistům historie patří Muttiah Muralitharan.

## Zajímavosti
- Většina obyvatel ostrova aspoň jednou do roka navštíví vrchol hory Šrí Pada (Svatá stopa, 2 224 m n. m.), také nazývané Adam’ova hora, kde je otištěno ve skále velké chodidlo: křesťané a muslimové věří, že Adamovo, buddhisté Buddhovo, hinduisté Šivovo.
- Do roku 2005 měl každý větší náboženský směr vlastní ministerstvo. Prezident Rádžapakse je však sjednotil do ministerstva pro náboženské záležitosti.
- Vojenská služba: ve věku 18 let.
- Ženy mají zakázáno obchodovat s alkoholem.[50]
- Na veřejných místech je zakázáno kouřit.[51]
- Kvalita připravované kávy je velmi nízká.

## Fotogalerie

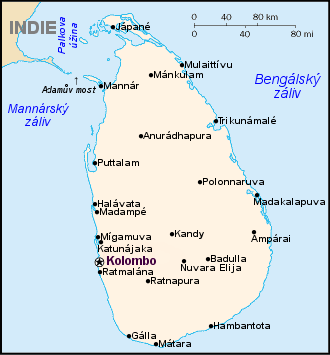
Mapa Srí Lanky
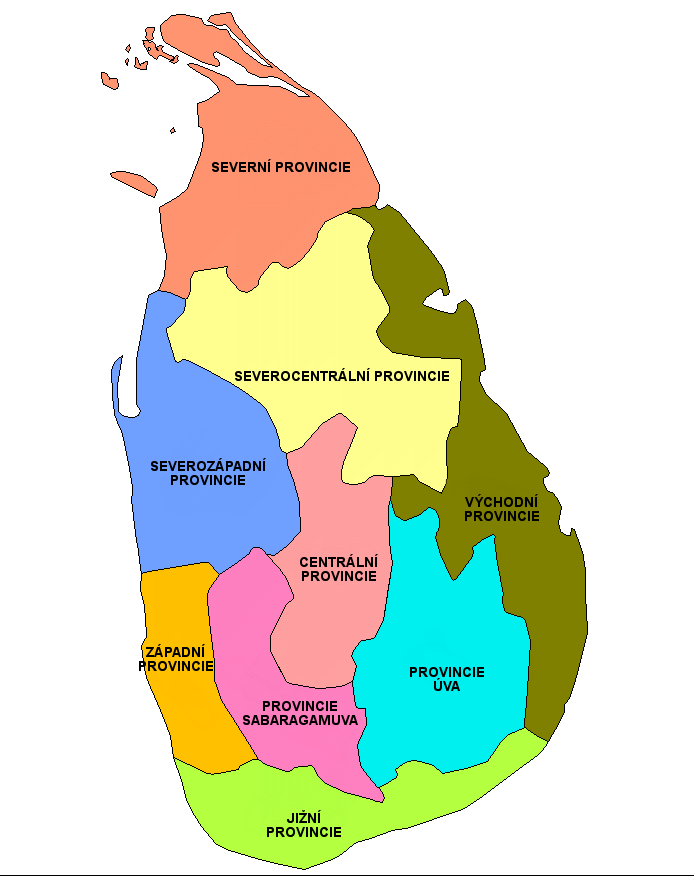
Srílanské provincie
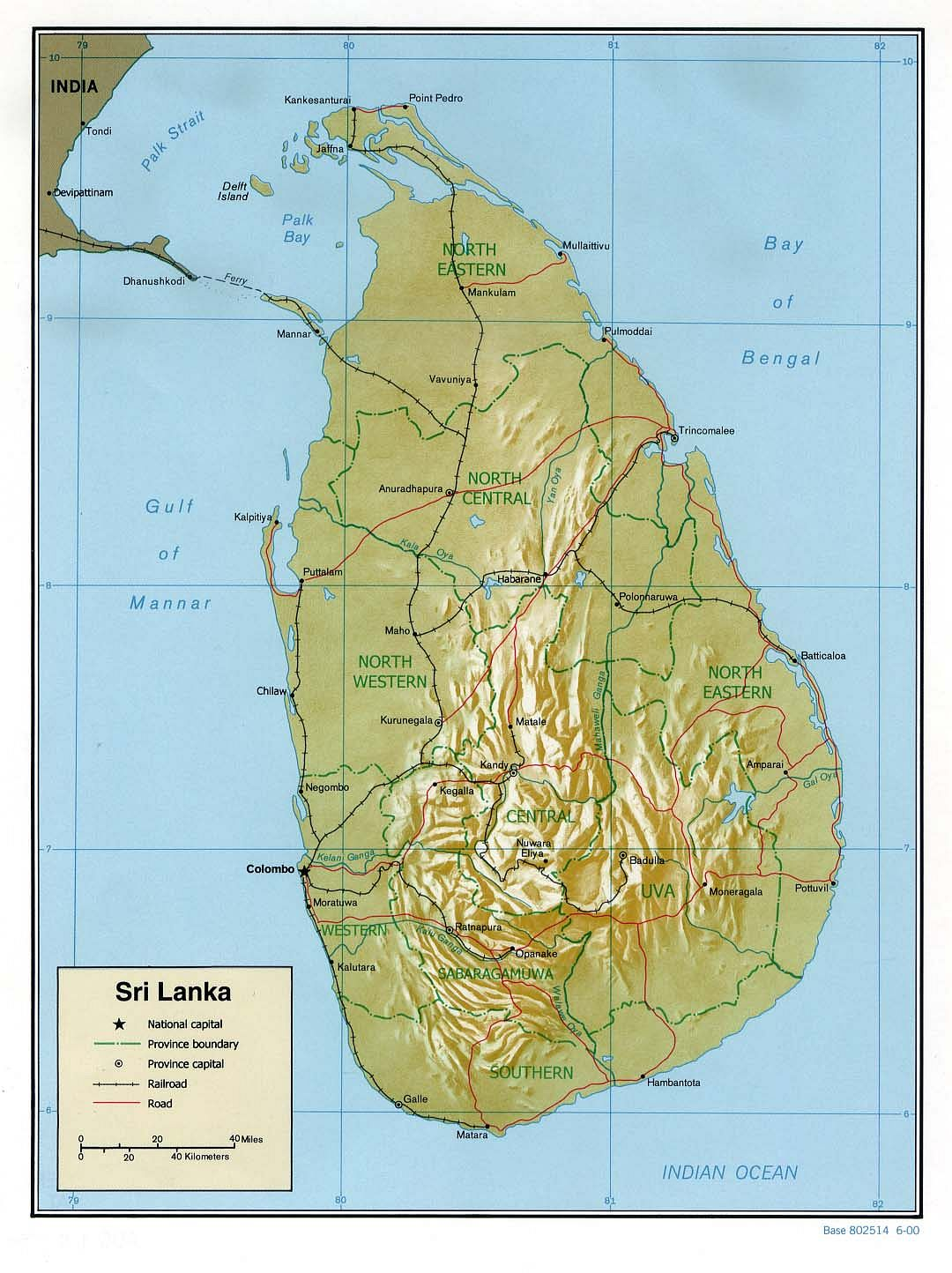
Geografie Srí Lanky
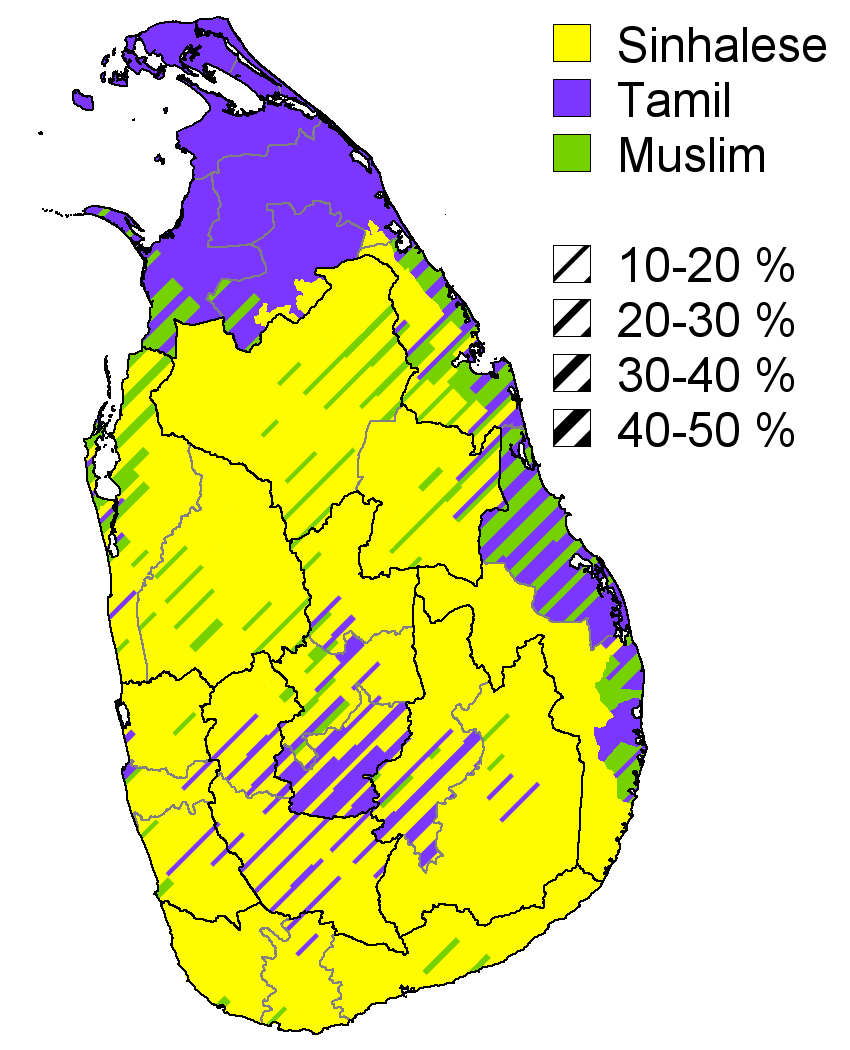
Etnické složení na Srí Lance (2012)
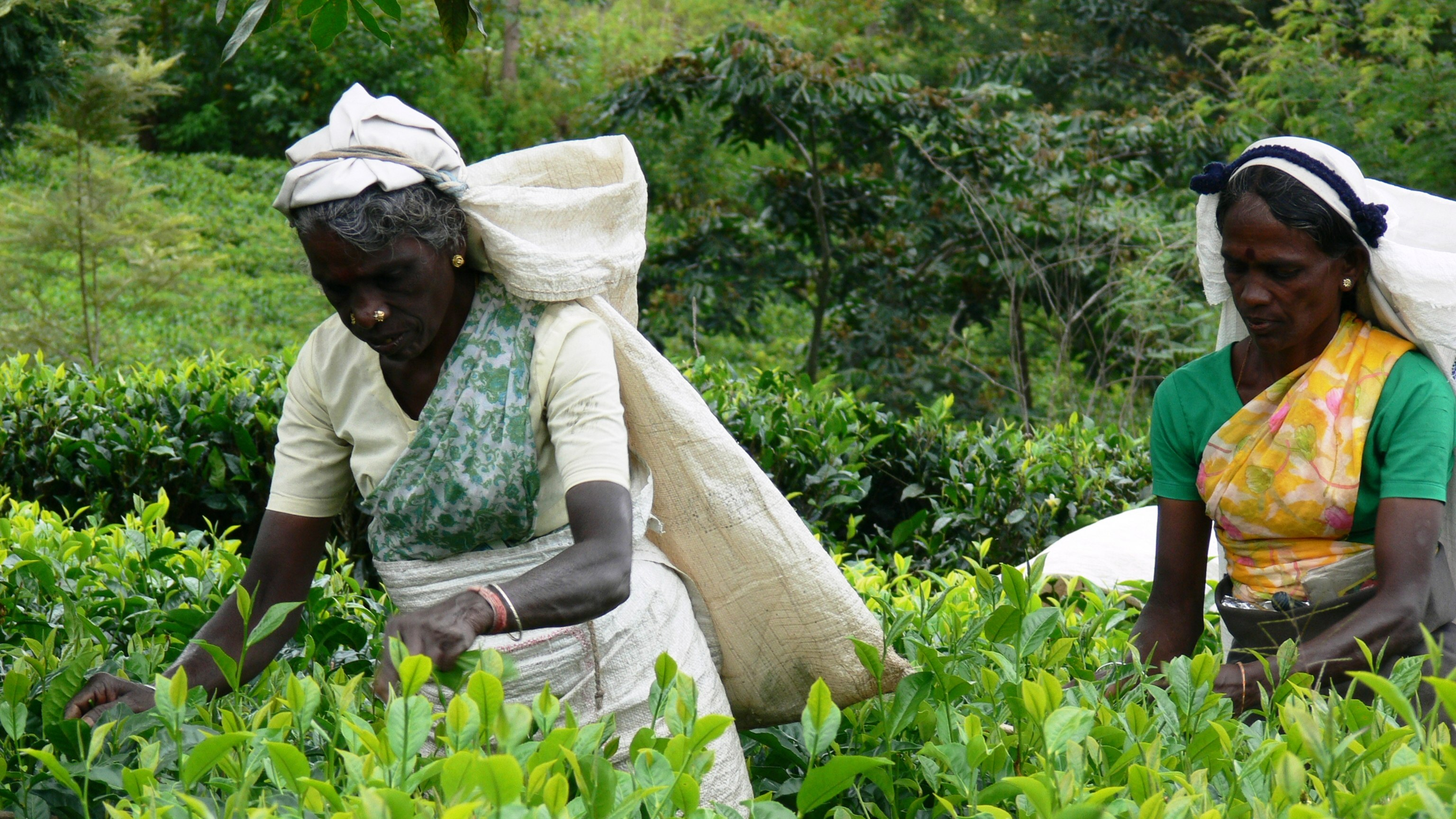
Sběr čaje na Sri Lance
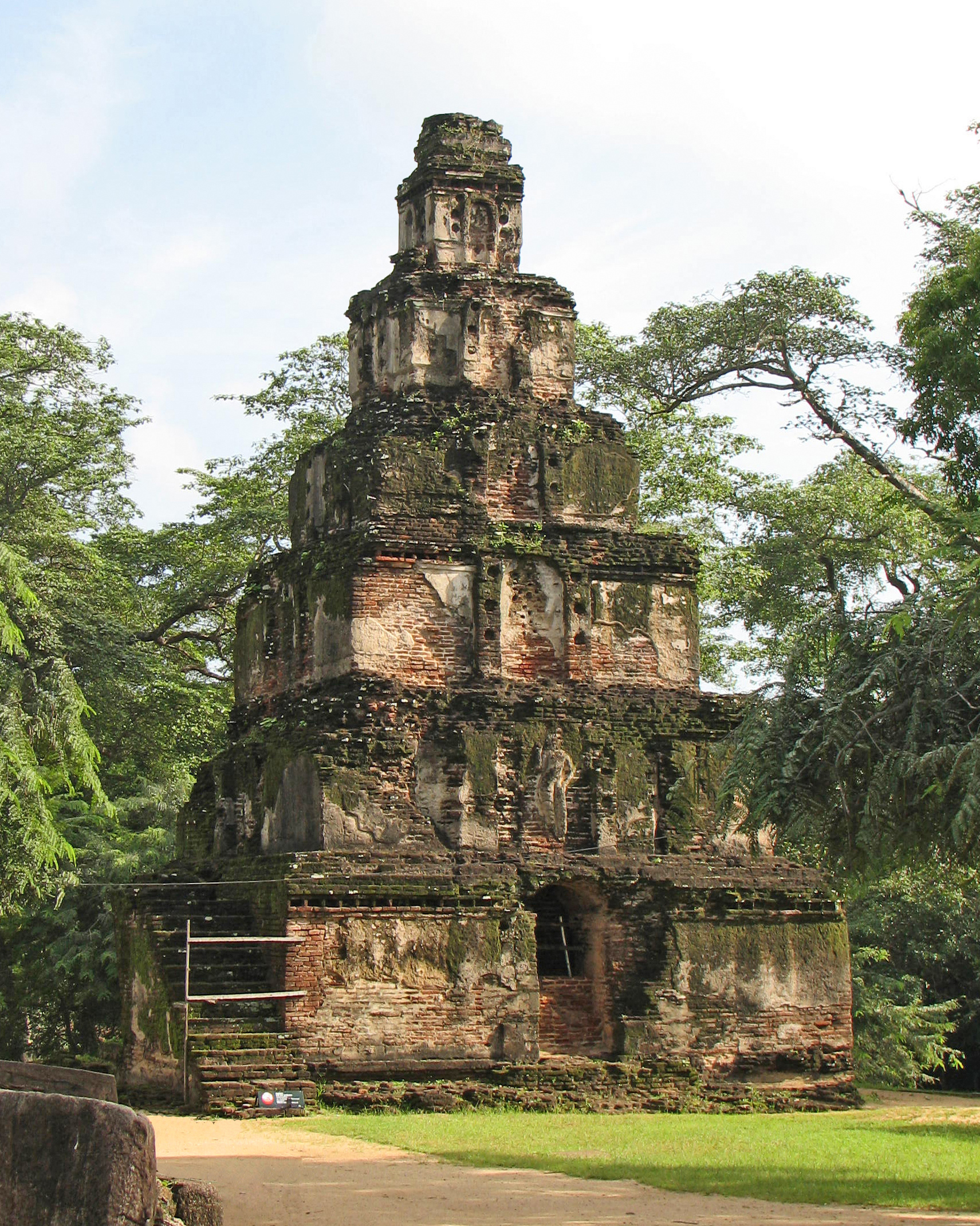
Chrám Satmahal Prasada
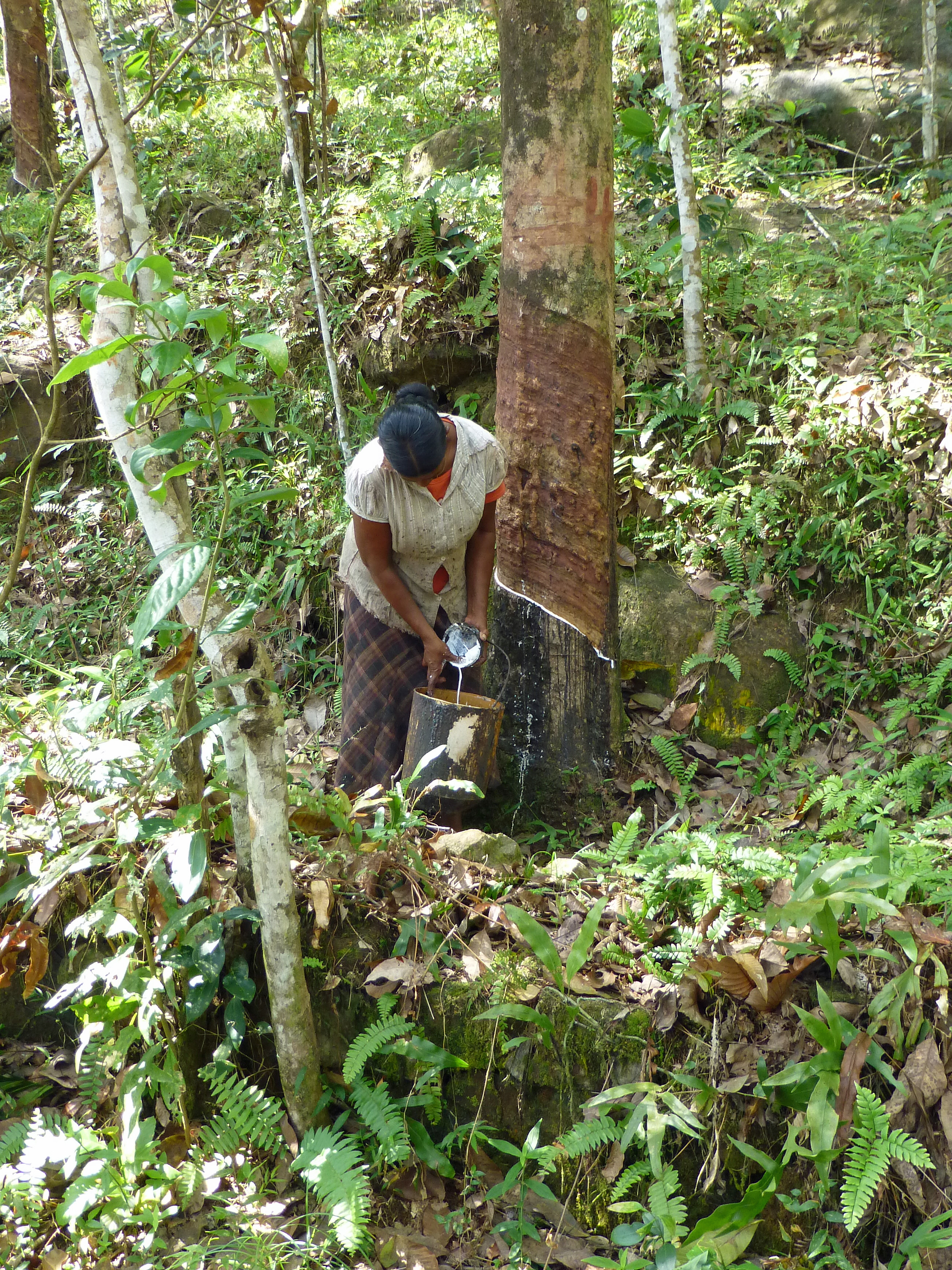
Sběr kaučuku na Srí Lance
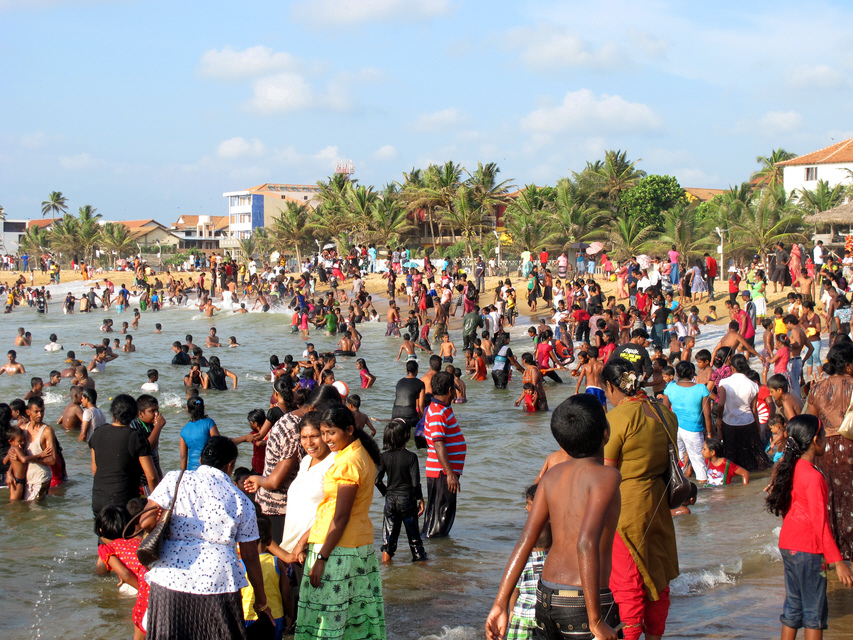
Srílančané na pláži
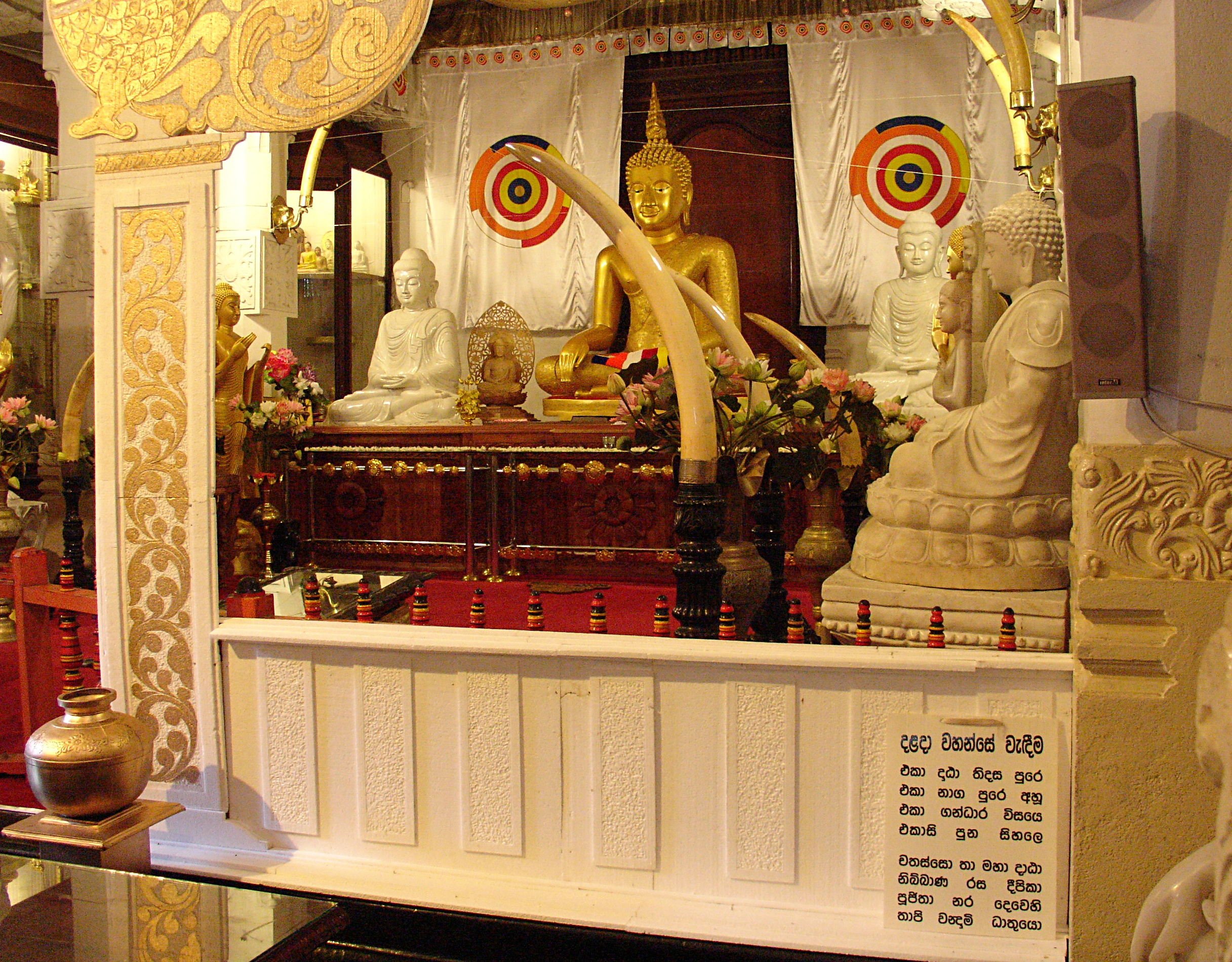
Buddhismus (Srí Lanka)
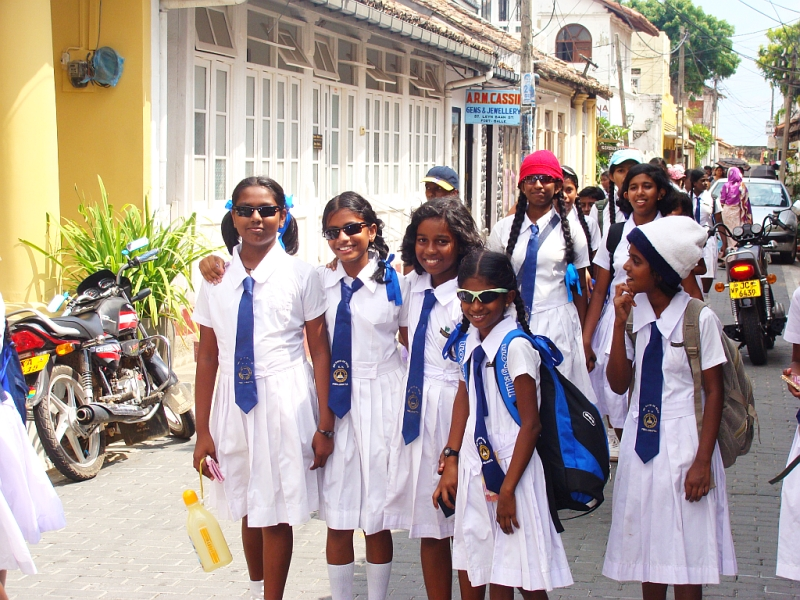
Sinhálské školačky ve městě Galle